# Horrid Mysteries
Horrid Mysteries: A story (titre original : Der Genius) est un roman gothique allemand de Karl Grosse, traduit en anglais par Peter Will (un pasteur luthérien), et publié à Londres en 1796 chez Minerva Press. 
L'ouvrage est aujourd'hui notoire du fait de son appartenance à la liste des « sept romans abominables » sélectionnés par Isabella Thorpe pour son amie Catherine Morland dans le roman de Jane Austen, L'Abbaye de Northanger. 

## Présentation
L'ouvrage appartient aux romans gothiques traduits de l'allemand tels que Minerva Press en publie alors un certain nombre (romans écrits souvent par des hommes, alors que les romans gothiques anglais étaient souvent écrits par des femmes). Visant un public féminin de la classe moyenne inférieure, avide de sensations fortes, le roman reprend le manuscrit d'Elmira, qui débute par ces mots : 

« Je me réveillais enfin de ce long évanouissement, et me trouvais allongée de tout mon long dans un cercueil. Autour de moi se trouvaient d'autres rappels de notre condition de mortels, et l'odeur de putréfaction fut la première chose qui frappa mes sens. »

Très spectaculaire, l'intrigue met en scène, avec quelques éléments de « magie », une société secrète de révolutionnaires particulièrement violents connus sous le nom d’Illuminati, et des femmes adeptes des Jacobins qui se sont fait une spécialité d'accorder des faveurs sexuelles pour soutenir la cause de la Liberté. Cette forme de roman gothique à sensation était représenté en Angleterre par les romans de Matthew « Monk » Lewis.

## Accueil critique
Selon Michael Sadleir, spécialiste moderne des « sept romans abominables » de Northanger Abbey, Horrid Mysteries est le meilleur des sept. 
Le succès rencontré par l'œuvre est important, tant en Angleterre, par son caractère sensationnel, qu'en Allemagne, où Will et Adolph von Knigge discutent des liens qui unissent le « génie » (celui des Illuminati, ces révolutionnaires philosophes qui veulent corriger le monde, et animent pour cela une conspiration internationale) et la subversion, idée que d'autres résument en soutenant que « le génie ne peut se manifester qu'en renversant les lois existantes ».